# Comarque de la Plaine du Guadalquivir
La Plaine du Guadalquivir est une comarque espagnole située dans la province de Séville, en communauté autonome d’Andalousie.

## Communesde la comarque de la Plaine du Guadalquivir
- Alcalá del Río
- Alcolea del Río
- La Algaba
- Brenes
- Burguillos
- Cantillana
- Lora del Río
- Peñaflor
- Tocina
- Villanueva del Río y Minas
- Villaverde del Río

### Sources
- www.sevillainformacion.org, « Comarcas de Sevilla » (consulté le 15 janvier 2008)

- (es) Cet article est partiellement ou en totalité issu de l’article de Wikipédia en espagnol intitulé « Vega del Guadalquivir » (voir la liste des auteurs).